# Доисторическа Гърция
Доисторическа или Праисторическа Гърция е хронологичен период в историята на Гърция, обхващащ времето на палеолита, мезолита и неолита до възникването на егейски цивилизации.

## Хронология
Праисторията на континенталната част на Гърция като цяло (включително Тесалия, Централна Гърция и Пелопонес като цивилизационно-културен ареал или историческа област) има следната хронология:
- Докерамичен неолит – около 6800 – 6500 г. пр.н.е.
- Ранен неолит около 6500 – 5800 г. пр.н.е.
- Среден неолит около 5800 – 5300 г. пр.н.е.
- Късен неолит около 5300 – 4500 г. пр.н.е.
- Краен неолит около 4500 – 3200 г. пр.н.е.

Тази хронология е изградена на базата на радиовъглеродното датиране и на сравнителния метод спрямо данните със съседните археологически култури. Принципно и условно общата хронология на предцивилизационното развитие на човечеството е следното (за сравнение в годините преди новата ера):
- Палеолит около 25 000 – 10 300
- Мезолит около 10 300 – 8000
- Докерамичен неолит 8000 – 7700
- Ранен неолит около 7700 – 7000
- Среден неолит около 7000 – 6500
- Късен неолит около 6500 – 5700
- Краен неолит около 5700 – 4600 [1]

## Палеолит и мезолит
Възникването на първите поселища на територията на Гърция е тясно свързано и обослувено от общото развитие на региона означавано като Балкански неолит. Първите древни селища в Гърция са възникнали в Тесалия, където плодородното тесалийско поле позволявало на заселниците да култивират и отглеждат зърнени култури (пшеница и ечемик) за свои и на добитъка потребности. Най-ранните данни от/за тези селища ги отнасят, че те отговарят на културно равнище на онези в Близкия изток в периода на т.нар. докерамичен неолит.

## Неолит
Между 4000 – 3000 г. пр.н.е. в Гърция започва изграждането на къщи от кирпич, като между селищата се прокарват пътища. В центъра на тези селища се издигат големи сгради за местните предводители – „протодворци“. Най-типични примери на неолитни селища в Гърция са Димини, Диспилио, Лерна и Сескло в континенталната част на Гърция, като археологически е разкрит и един ранен слой напластявания от тази епоха в Кносос на остров Крит.
В периода на неолита в Гърция са разкрити основно като групирания три групи археологически култури. . Първите две проникват или пристигат от Западна Анатолия:
- Старчево-Кришка (културата на Старчево-Криш, Винча, Димини, която е под влияние на Бутмирската култура) – вероятно на предтечите на пеласгите;
- Карановска (прото-Сескло, Сескло, Караново, Неа-Никомедия, която е под влияние на културата Гумелница, възможно и на критския неолит;
- Краткотрайната култура пре-Сескло прониква или пристига от Западното Средиземноморие и е свързана с т.нар. култура на сърдечната керамика[4].

На по-късен етап от неолита от Западна Анатолия (Бейджесултан) в Древна Гърция прониква нова група култури (Дудешт, Боян, Хаманджия, Гумелница и др.), която вероятно е свързана с появата на Минойската цивилизация.

## Халколит
В медната епоха на територията на Гърция започват да проникват носителите на индоевропейски езици. Носетелите на културата Коцофен (предшественици на илирите и месапите) асимилира култура Малик в Албания, а носителите на усатовската култура (според Мария Гимбутас и Джеймс Мелори – предци на фригийците, македоните и древните гърци) постепенно проникват в континенталната част на Гърция и асимилират пеласгите. С тяхното появяване на историческата сцена започва нов период известен като еладски период.